# Bluefinger
Bluefinger är ett album av Black Francis (som övergått från sitt gamla pseudonym Frank Black), släppt den 11 september 2007. Bluefinger är ett konceptalbum om Herman Brood, en holländsk popartist. Black Francis har kallat det för en opera (fast det är rockmusik). Alla låtar är om Herman Brood som artist och knarkmissbrukare.

## Låtlista
1. "Captain Pasty" - 2:23
2. "Threshold Apprehension" - 5:12
3. "Test Pilot Blues" - 2:55
4. "Lolita" - 2:59
5. "Tight Black Rubber" - 4:17
6. "Angels Come to Comfort You" - 4:25
7. "Your Mouth Into Mine" -  3:41
8. "Discotheque 36" - 4:40
9. "You Can't Break a Heart and Have It" (Brood) - 2:36
10. "She Took All the Money" - 2:30
11. "Bluefinger" - 3:29

(iTunes extraspår)
1. "Polly's into me"
2. "Virginia Reel"